# Episynlestes albicaudus
Episynlestes albicaudus là loài chuồn chuồn trong họ Synlestidae. Loài này được Tillyard mô tả khoa học đầu tiên năm 1913.